# Ernst Linder
Ernst Linder, född 25 april 1868 i Åminne, Pojo socken, Finland, död 14 september 1943 i Stockholm, Sverige, var en svensk militär (generalmajor) av finländsk härkomst som tjänstgjorde i den svenska armén 1887-1918 och även i finländsk tjänst.
Han tillhörde den finska adelsätten Linder.

## Biografi

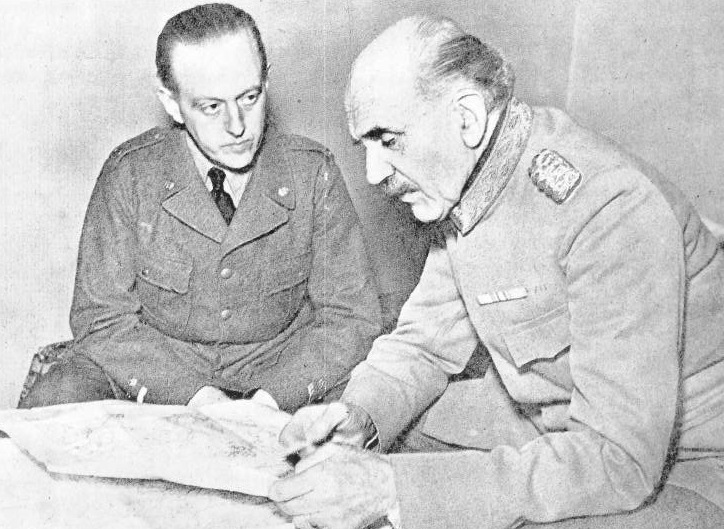
Chef för Svenska frivilligkåren Ernst Linder och Carl August Ehrensvärd i Torneå.

Linder var son till den finländske godsägaren, politikern och författaren Ernst Linder (den äldre) och Maria Lavonius. Hans far hade dött kort efter hans födelse, och han växte upp i Sverige, där hans mor 1872 hade gift om sig med affärsmannen Oscar Ekman, som blev hans styvfar. Linder tog studentexamen 1887, blev underlöjtnant vid Livgardet till häst (K 1) 1889 och genomgick skjutskolan 1889, Militär-Reit-Institut i Hannover 1893-1895 samt Krigshögskolan (KHS) 1900-1902. Han var generalstabsaspirant 1903-1905, militärattaché i Paris och London 1909-1911, stiftare därunder det första svenska flygpriset, (flygning över Öresund), ledde den första ryttarexpeditionen till London Horse Show 1912 (före Olympiska sommarspelen 1912), chef för Arméns rid- och körskola på Strömsholm 1912-1915, överstelöjtnant vid Livgardet till häst (K 1) 1915, överste i armén 1918, generalmajor i generalitetets reserv 1927, med svenska myndigheternas bifall utnämnd till finsk generallöjtnant 1938, avsked från generalitetets reserv 1939.
Linder tog avsked ur svenska krigsmakten och tjänstgjorde i finska armén 1918-1920 vid utbrottet av inbördeskriget i Finland. Han deltog i den vita armén i striderna vid Tammerfors. Under finska inbördeskriget förde han som överste befäl över Satakundagruppen med vilken han bidrog till Tammerfors fall 6 april 1918. Han utnämndes då till generalmajor och chef för Savolaksgruppen, som 4 maj 1918 intog Fredrikshamn. 1919 blev Linder kavalleriinspektör 1919 men avgick följande år ur finsk tjänst.
Han blev inspektör hos riksföreståndaren 1919. Under finska vinterkriget 1939-1940 var han chef för den Svenska frivilligkåren till februari 1940, då han utnämndes till kommendör för Lapplandsgruppen (Lapin Ryhmä) och senare blev han chef för Lapplands operationsområde. Efter fredsslutet utnämndes Linder till finsk general av kavalleriet, hederschef för Tavastlands ryttarregemente och för Satakunda skyddskårer samt för Svartå skyddskår. Ernst Linder var en av marskalk Gustaf Mannerheims personliga vänner.
I dressyr, banhoppning och galopp var Ernst Linder en framstående tävlingsryttare. Han var ledamot av Kungliga Krigsvetenskapsakademien 1927, hedersledamot av Stockholms fältrittklubb, av Stockholms kapplöpningssällskap, av finska ryttarförbundet, av danska aeronautiska sällskapet, med flera. Han var initiativtagare och ledare av Nordens Finlandsvecka i Stockholm 1925, ordförande i Samfundet Sverige-Finland, vice ordförande i Jockeyklubben, mångårig ordförande i AB Aerotransport (ABA) och en av dess stiftare. Han var ledare av Samhällshjälps skyddsgrupp 1923–1928 och deltog i svenska ryttartruppen vid Olympiska sommarspelen 1924 i Paris där han erövrade guldmedaljen i dressyr med sin häst Piccolomino.
Linder var gift första gången 1894-1904 med friherrinnan Augusta Wrangel von Brehmer (1874-1910). Han gifte sig för andra gången 1905 med friherrinnan Märtha Cederström (1873-1925) och tredje gången 1927 med Wiveka Trolle (1892-1974).
Ernst Linder avled 1943 och gravsattes den 2 oktober 1943 på Norra begravningsplatsen i Stockholm.

## Militär karriär i Finland
- Överste - 1918
- Generalmajor - 13 april 1918
- Generallöjtnant-  1938
- General av kavalleriet 1940

## Utmärkelser

### Svenska utmärkelser
- Kommendör av första klassen av Svärdsorden, 16 september 1928.[10]
- Riddare av första klassen av Svärdsorden, 1910.[11]
- Riddare av Johanniterorden i Sverige, tidigast 1921 och senast 1925.[12][13]

### Utländska utmärkelser
- Storkorset av Finlands Vita Ros’ orden, tidigast 1925 och senast 1928.[13][14]
- Kommendör av första klassen av Finlands Vita Ros’ orden, tidigast 1918 och senast 1921.[12][15]
- Första klassen med kraschan med svärd av Finska Frihetskorsets orden, tidigast 1921 och senast 1925.[12][13]
- Första klassen med svärd av Finska Frihetskorsets orden, tidigast 1918 och senast 1921.[12][15]
- Andra klassen med svärd av Finska Frihetskorsets orden, tidigast 1918 och senast 1921.[12][15]
- Tredje klassen av Osmanska rikets Meschidie-orden, senast 1915.[16]
- Officer av Franska orden Mérite agricole, senast 1915.[16]
- Officer av Österrikiska Frans Josefsorden, senast 1915.[16]
- Första klassen av Belgiska Militärkorset, senast 1915.[16]
- Andra klassen av Chilenska förtjänsttecknet, tidigast 1915 och senast 1918.[15][16]
- Riddare av Danska Dannebrogorden, senast 1915.[16]
- Riddare av Franska Hederslegionen, senast 1915.[16]
- Andra klassen av Preussiska Järnkorset.[13]
- Riddare av tredje klassen av Preussiska Kronorden, senast 1915.[16]
- Riddare av Preussiska Johanniterorden, tidigast 1918 och senast 1921.[12][15]